# Жеденов, Лев Николаевич
Лев Николаевич Жеденов (1883 год, Санкт-Петербург, Российская империя — 1959 год, Лион, Франция) — католический священник, настоятель католического русского обряда прихода в Лионе. Участник Русского апостолата в Зарубежье XX века.

## Биография
До 1917 года работал Товарищем прокурора судебной палаты в Санкт-Петербурге, затем эмигрировал, был в Константинополе, где познакомился с иеромонахом Станиславом Тышкевичем sj, жил в общежитии для русских католиков, находящимся в мрачном, почти подвальном помещении старого Генуэзского дома, рядом с пансионом св. Георгия, устроенного иезуитами. Здесь проводились апологетические лекции Бэля и Тышкевича. Был старостой этого общежития.
Жеденов окончил Парижский католический институт, после чего в 1928 году был рукоположен в сан священника и направлен в Лион для работы с русскими эмигрантами, где стал служить в византийском обряде в местных римско-католических храмах Святого Албания и Святого Петра. По благословению епископа д’Эрбиньи создал русский католический приход. К 1930 году был организован хор, выступавший также с концертами классической и народной музыки. Хором управлял эмигрант первой волны господин Шальников.
18 декабря 1932 года была освящена домовая церковь, рассчитанная на 70-80 человек, с дубовым иконостасом по адресу: rue Auguste Comte. Храм был посвящён патрону города святому Иринею Лионскому.
Жеденов оставался настоятелем прихода до 1937 года, когда его сменил священник Николай Братко.
Вышел на покой по состоянию здоровья, умер в Лионе в 1959 году.

## Публикации
- Жеденов Лев, свящ. Письмо от 19.4.1937 // Заметки Русской духовной академии в Риме. Рим. 1937, 6. с. 2-7.